# Niamvoudou
Niamvoudou ou Nyamvoudou est un village du Cameroun situé dans la région du Centre, le département du Nyong-et-Mfoumou et la commune d'Ayos.

## Population
En 1961, Niamvoudou comptait 499 habitants, principalement des Yebekolo. Lors du recensement de 2005, on y dénombrait 862 personnes.